# 27265 Toddgonzales
27265 Toddgonzales este o planetă minoră (asteroid), cu un diametru de 2,569 km, din centura de asteroizi. A fost descoperită pe 4 decembrie 1999 la Stația Anderson Mesa de Lowell Observatory Near-Earth-Object Search. 
Obiectul prezintă o orbită caracterizată de o semiaxă mare de 2,4257566 UAi, o excentricitate de 0,1313862, o înclinație de 6,29362 ° în raport cu ecliptica.